# Malcovenant
I  Malcovenant (o Malconvenant) furono una famiglia normanna arrivata nell'XI secolo in Sicilia.

## Storia
I Malcovenant, originari di Coutances oggi comune francese nel dipartimento della Manica nella regione della Bassa Normandia, giunsero in Sicilia con la conquista normanna dell'isola.
I Malcovenant in Sicilia furono signori di Calatrasi, Bisacquino, Racalmuto e Cellario,
Un documento del 1108 ci informa che ad Agrigento venne costruita una chiesa dedicata a Santa Margherita per volontà di Roberto Malconvenant, signore di Racalmuto, mentre Gilberto Malconvenant si impegnò a dotarla di rendite e ricchezze. È questo il primo documento in cui si fa riferimento a un membro della famiglia Malcovenant.
Lo stesso Roberto Malconvenant, nel 1113, presenziò ad un atto dell'arcivescovo Gualtiero Offamilio di Palermo.
La famiglia Malcovenant tenne in feudo il castello di Calatrasi, con undici milites, fino al 1162, quando Calatrasi passò poi al demanio, e nel 1176 fu assegnato alla chiesa di Monreale, per divenire, poi in seguito, una roccaforte dei musulmani ribelli rimasti nell'isola. Tuttavia, nel 1222, Calatrasi fu definitivamente occupata dalle truppe dell'imperatore Federico II che la liberarono dai ribelli musulmani.
Per ricompensare la perdita di Calatrasi, nel 1162 Guglielmo I concesse il feudo di Cellaro alla famiglia, nella persona di Giovanni Malcovenant che in questa occasione fu nominato cavaliere. Fino al 1196, è documentato che ai Malconvenant appartenne anche il casale di Curbici.
Guglielmo Malcovenant, che sposò in prime nozze Margherita de Luci, figlia del conte normanno Bartolomeo de Luci imparentato con gli Altavilla, fu regie magne curie magister justiciarius e ammiraglio del Regno di Sicilia tra la fine del XII secolo e l'inizio del XIII secolo.